# Germán López Prieto
Germán López Prieto (Torrelaguna, 7 de septiembre de 1902 - Madrid, 10 de agosto de 1979) fue un productor, distribuidor, y guionista de cine español con la marca España Films-Germán López.

## Biografía
A principio de la década de 1920 Germán López Prieto entra en contacto con el mundo de la distribución cinematográfica en las compañías Germania Films y, desde 1923, en Cinematográfica Ibérica. En 1927 trabaja en la explotación de las producciones de Atlántida Films. Fernando Vizcaíno Casas lo vincula también a la producción de Viva Madrid, que es mi pueblo (Fernando Delgado, 1928), producida por Ediciones Orozco y financiada por su protagonista, el torero Marcial Lalanda.
En 1931 funda el primer noticiario sonoro de habla hispana, el Noticiario Español, para el que produce un gran número de ediciones y algunos documentales. También crea un laboratorio cinematográfico en Madrid, en los terrenos de un Parque de Atracciones sito en Ciudad Lineal (Madrid), donde más adelante se instalarían los estudios CEA.
En 1936 concibe junto a Juan López Núñez el argumento de Diego Corrientes, melodrama sobre el bandolerismo que no se estrena hasta abril de 1937. Uno de los títulos, entre otros, en los que intervino durante la guerra civil española fue como distribuidor del reportaje republicano La toma de Teruel (1938). 
A partir de 1939 y durante una década produce películas con su marca España Films-Germán López, asumiendo generalmente la función de productor ejecutivo. Colabora así en la filmación de cintas dirigidas por Fernando Mignoni, Luis Marquina, Carlos Fernández-Cuenca y Edgar Neville. En la cartera de proyectos quedó la adaptación de la zarzuela La montería, cuyos derechos de adaptación había comprado en 1941 al maestro Jacinto Guerrero.
Luis Marquina es el encargado de dirigir en 1944 el proyecto más personal de Germán López puesto que a la producción y distribución aúna su condición de guionista sobre un argumento original: Santander, la ciudad en llamas. Ese mismo año Edgar Neville dirige el título más recordado de los producidos por la productora: La torre de los siete jorobados.
Es su última producción. Hasta finales de la década de 1950, se dedicará únicamente a labores de distribución con la misma marca. Entre las películas estrenadas en esos años destacan las británicas The Man Who Knew Too Much (El hombre que sabía demasiado, Alfred Hitchcock, 1934), (Inocencia y juventud, Alfred Hitchcock, 1937), (El tren fantasma, Walter Forde 1941), la española Mi fantástica esposa (Eduardo García Maroto 1943) y los reestrenos de dos películas del periodo republicano: Crisis mundial (Benito Perojo, 1934) y Una mujer en peligro (José Santugini, 1936). 
Por acuerdos preferentes de distribución llegó a ostentar algunos derechos sobre El Huésped del sevillano (Enrique del Campo 1939), Martingala (Fernando Mignoni, 1940), Fatima, terra de fe (El milagro de Fátima, Jorge Brum do Canto 1943) y La vie parisienne (Noches de París, Robert Siodmak, 1935).
Entre sus últimos lanzamientos: Carmen (Carmen, Christian-Jaque 1943) y Porte d'Orient (Puerta de Oriente, Jacques Daroy 1951). Cuando finalizó su actividad, España Films-Germán López contaba con un capital social de ocho millones de pesetas. Sus oficinas en Madrid se encontraban ubicadas en la Avenida de José Antonio 54, y en Barcelona en la calle Balmes 46.
Desempeñó además diversas actividades relacionadas con el cine. Ejerció como tesorero del Montepío Cinematográfico Español, sociedad benéfica de carácter profesional creada en 1924.
En el año 1926 contrajo matrimonio con Gloria Arias Parrondo, y tuvo su único hijo German Lopezarias, periodista.

## Filmografía

### Guionista
- Diego Corrientes (1936), argumento.

- Los misterios de Tánger (1942), argumento

- Santander, la ciudad en llamas (1944), argumento y guion

### Productor
- Martingala (1940). Producción: España Films y Exclusivas Simó.

- La famosa Luz María (1941). Producción: España Films y Filmófono. Jefe de Producción: Germán López Prieto.

- Los misterios de Tánger (1942). Producción: España Films. Productor Ejecutivo: Germán López Prieto.

- Santander, la ciudad en llamas (1944). Producción: España Films. Productor Ejecutivo: Germán López Prieto.

- La torre de los siete jorobados (1944). Producción: España Films. Productor: Germán López Prieto.

### Distribuidor
Germán López distribuyó con su marca España Films, entre otras, las siguientes películas:
- La toma de Teruel 1938

- Flechas (Rafael Gil, 1939)

- Martingala (Fernando Mignoni, 1939)

- El Huésped del sevillano (Enrique del Campo, 1939)

- Cancionera ( Julián Torremocha[9] 1940)

- Spellbound (Sugestión, John Harlow[10] 1941)

- La famosa Luz María (Fernando Mignoni, 1941)

- The Ghost Train (El tren fantasma, Walter Forde, 1941)

- Los misterios de Tánger (Carlos Fernández Cuenca, 1942)

- Mi fantástica esposa (Eduardo García Maroto, 1943)

- Fatima, terra de fe (El milagro de Fátima, Jorge Brum do Canto, 1943)

- Santander, la ciudad en llamas (Luis Marquina, 1944)

- La torre de los siete jorobados (Edgar Neville, 1944)

- The Man Who Knew Too Much (El hombre que sabía demasiado, Alfred Hitchcock, 1934)

- Young and Innocent (Inocencia y juventud, Alfred Hitchcock, 1937)

- Carmen (Carmen, Christian-Jaque, 1943)